# Horismenoides
Horismenoides is een geslacht van vliesvleugeligen uit de familie Eulophidae. De wetenschappelijke naam van dit geslacht is voor het eerst geldig gepubliceerd in 1913 door Girault.

## Soorten
Het geslacht Horismenoides is monotypisch en omvat slechts de volgende soort:
- Horismenoides sulfureiventris Girault, 1913